# Hispinae
Los hispinos (Hispinae) son una subfamilia de coleópteros de la familia de los crisomélidos. Muchas especies tienen el cuerpo cubierto de espinas. Algunos taxónomos lo tratan como una tribu, Hispini, de Cassidinae.